# أربق
أرْبَقُ، بلدة تاريخيَّة تقع في نواحي رامهرمز من نواحي الأهواز أو خوزستان.

## التسمية
تُلفظ أَرْبَقُ بالفتح ثم السكون، وباء مفتوحة موحدة، وقد تضم، وقاف، ويقال بالكاف مكان القاف.

## أعلام
ذُكرأن أبي الحسن محمد بن علي بن نصر الكاتب، أنه قرأ على القاضي أبو الحسن أحمد بن الحسن الأربقي. وكان رجلاً فاضلاً من أهل أربق، وشغل في قضاء البلد وتقلَّد الخُطبة والإمامة في شهر رمضان. وحدث عن معاناته عندما هيمن البُويهيُّون الفُرس على منطقة الأهواز، قلَّدوا بعض العجم الجفاة زمام البلد، والتفَّ جماعةً ممن حسده وأدى ذلك إلى عزله عن القضاء، وصرفه من الخطابة والإمامة، ما أثار حنق الناس. فكتبت إليه بهذه الأبيات:

### فهرس المنشورات
1. 1 2 3  الحموي (1977)، ج. 1، ص. 137.

### معلومات المنشورات كاملة
الكتب مرتبة حسب تاريخ النشر
- ياقوت الحموي (1977)، معجم البلدان (ط. 1)، بيروت: دار صادر، OCLC:1014032934، QID:Q114913343